# Villa Santo Stefano
Villa Santo Stefano és un comune (municipi) de la província de Frosinone, a la regió italiana del Laci, situat a uns 80 km al sud-est de Roma i a uns 13 km al sud de Frosinone.
Villa Santo Stefano limita amb els municipis d'Amaseno, Castro dei Volsci, Ceccano, Giuliano di Roma i Prossedi.
A 1 de gener de 2019 tenia 1.701 habitants.